# Open Sesame! (ラジオ番組)
『Open Sesame!』（オープン・セサミ）は、JFN系列で2001年4月2日から2008年9月25日まで放送されていたラジオ番組。
『good morning! That's wakeman show』の7時台・8時台と、『te quiero pa quiero』の枠を統合して開始したが、9時を境に『wakeman show』の流れを継ぐパートと、『te quiero pa quiero』の流れを継ぐパートとしてカラーが分かれている。これは2008年10月開始の『OH! HAPPY MORNING』でも同様である。
番組タイトルは『千夜一夜物語』の中の一話「アリババと40人の盗賊」に出てくる秘密の洞窟の扉を開ける掛け声「開けゴマ」の英訳であり、番組宣伝でも「開けゴマ」が使用された。

## 放送時間
月曜 - 木曜 07:30 - 10:55
※2004年9月までは金曜日も『Open Sesame! on Friday』として放送されていた
※ネット局によっては放送時間の短縮や、途中に別番組が挟まれている場合がある。
※ネット局の多くが9時以降の放送のため、ホームページ上のタイムテーブルは9時以降のものしか掲載されていない。

## パーソナリティー
| 期間      | 期間      | 月曜日・火曜日 | 水曜日・木曜日 | 金曜日       |
| --------- | --------- | -------------- | -------------- | ------------ |
| 2001.4.2  | 2002.9.27 | 山川牧         | 山川牧         | 中田美香     |
| 2002.9.30 | 2004.3.31 | 山川牧         | 山川牧         | 船守さちこ   |
| 2004.4.1  | 2004.9.24 | 船守さちこ     | 山川牧         | 山川牧       |
| 2004.9.27 | 2008.3.30 | 船守さちこ     | 山川牧         | （放送なし） |

※9月30日の最終回は9時台から船守&山川の2人で進行。また、元日が放送日にあたる場合も2人で放送していた。

## 番組内容
- 07:30 オープニング、モーニング･ビュー
- 07:50 ローカル枠
- 08:00 「クロノス」Aラインネット（SUZUKI Inside Story他）
- 08:20 モーニング･ドライブ
- 08:55 JFNニュース【地域差替枠】
- 09:00 オープニング
- 09:10 Catch Up Today - 一般紙とスポーツ紙一面の記事紹介。
コメンテーターである二木啓孝、入江たのし、上杉隆らの電話インタビューあり。
- 09:30 BRAND NEW I
- 09:50 We Got Mail【地域差替枠】
- 09:55 【ローカル枠】
- 10:10 FMラジオショッピング
- 10:15 MUPIC FILE
- 10:20 Sasamic Happy - 週替りのインタビュー
- 10:30 We Got Mail
- 10:40 MAGAZINE MARKET
- 10:45 We Got Mail
- 10:50 エンディング

## ネット局
全て月曜 - 木曜の放送。放送時間の早い順から記載（放送時間は2009年時点）。

### 現在
| 放送対象地域   | 放送局名          | 放送時間      | 備考                                                                |
| -------------- | ----------------- | ------------- | ------------------------------------------------------------------- |
| 宮崎県         | JOY FM            | 7:30 - 7:50   |                                                                     |
| 高知県         | Hi-Six            | 7:30 - 7:50   | [ 2 ]                                                               |
| 石川県         | HELLO FIVE        | 7:30 - 10:50  |                                                                     |
| 青森県         | FM青森            | 7:30 - 10:55  | 随所で自社制作番組などを放送。                                      |
| 福井県         | FM福井            | 7:30 - 10:55  | モーニングドライブ枠は自社制作番組を放送。                          |
| 秋田県         | FM秋田            | 8:20 - 10:55  |                                                                     |
| 島根県・鳥取県 | V-air             | 9:00 - 10:30  | 2007年10月に放送開始。                                              |
| 新潟県         | FM-NIIGATA        | 9:00 - 10:45  |                                                                     |
| 富山県         | FMとやま          | 9:00 - 10:50  |                                                                     |
| 岩手県         | FM岩手            | 9:00 - 10:55  | We Got Mail終了後、9:53にステーションブレイクなしで交通情報を放送。 |
| 山形県         | Boy-FM            | 9:00 - 10:55  | 9:26に一旦飛び降り。                                                |
| 福島県         | ふくしまFM        | 9:00 - 10:55  | 9:26に一旦飛び降り。                                                |
| 三重県         | radio CUBE FM三重 | 9:00 - 10:55  | 9:26に一旦飛び降り。                                                |
| 香川県         | FM香川            | 9:00 - 10:55  |                                                                     |
| 徳島県         | FMとくしま        | 9:30 - 10:55  |                                                                     |
| 岡山県         | FM岡山            | 10:00 - 10:30 |                                                                     |
| 長野県         | FM長野            | 10:00 - 10:50 |                                                                     |
| 栃木県         | RADIO BERRY       | 10:00 - 10:55 | 10:28に一旦飛び降り。                                               |
| 岐阜県         | Radio 80          | 10:00 - 10:55 |                                                                     |
| 長崎県         | fm nagasaki       | 10:00 - 10:55 |                                                                     |
| 佐賀県         | FMS               | 10:00 - 10:55 |                                                                     |
| 大分県         | Air-Radio FM88    | 10:00 - 10:55 |                                                                     |

### 過去
| 放送対象地域 | 放送局名 | 放送時間     | 放送期間             | 備考                                                                                             |
| ------------ | -------- | ------------ | -------------------- | ------------------------------------------------------------------------------------------------ |
| 鹿児島県     | μFM      | 7:30 - 9:50  | 放送開始 - 2007年3月 | 同年4月より「μFM W-ing Up」を開始のため、打ち切り。 ただし、年末年始特別編成時はネットしていた。 |
| 沖縄県       | FM沖縄   | 7:30 - 10:55 | 放送開始 - 2001年9月 | 同年10月より「Hello Good Day」を開始のため、打ち切り。                                           |
| 山口県       | FMY      | 8:30 - 10:20 | 放送開始 - 2001年9月 | 同年10月より「Morning Kiss」を開始のため、打ち切り。                                             |